# Хлорид протактиния(V)
Хлорид протактиния(V) — бинарное неорганическое соединение, соль металла протактиния и соляной кислоты с формулой PaCl5, светло-жёлтые кристаллы, реагирует с водой.

## Получение
- Реакция фосгена и оксида протактиния(V):

{\displaystyle {\mathsf {Pa_{2}O_{5}+5CCl_{2}O\ {\xrightarrow {300-550^{o}C}}\ 2PaCl_{5}+5CO_{2}}}}

## Физические свойства
Хлорид протактиния(V) образует светло-жёлтые кристаллы, реагируют с водой

## Химические свойства
- При нагревании в вакууме разлагается:

{\displaystyle {\mathsf {2PaCl_{5}\ {\xrightarrow {1000^{o}C,vacuum}}\ 2Pa+5Cl_{2}}}}
- Реагирует с водой:

{\displaystyle {\mathsf {PaCl_{5}+5H_{2}O\ {\xrightarrow {}}\ Pa(OH)_{5}\downarrow +5HCl}}}
- С концентрированной азотной кислотой образует оксосоль:

{\displaystyle {\mathsf {PaCl_{5}+3HNO_{3}+H_{2}O\ {\xrightarrow {}}\ Pa(NO_{3})_{3}O\downarrow +5HCl}}}
- Восстанавливается водородом или активными металлами до хлорида протактиния(IV):

{\displaystyle {\mathsf {2PaCl_{5}+H_{2}\ {\xrightarrow {600-800^{o}C}}\ 2PaCl_{4}+2HCl}}}
{\displaystyle {\mathsf {3PaCl_{5}+Al\ {\xrightarrow {400-450^{o}C}}\ 3PaCl_{4}+AlCl_{3}}}}
- При сплавлении с хлоридами щелочных металлов образует комплексные соли:

{\displaystyle {\mathsf {PaCl_{5}+CsCl\ {\xrightarrow {300-400^{o}C}}\ Cs[PaCl_{6}]}}}